# Zespół głuchoty, ślepoty i hipopigmentacji Jemenitów
Zespół głuchoty, ślepoty i hipopigmentacji Jemenitów (ang. Yemenite deaf-blind hypopigmentation syndrome) – rzadki zespół wad wrodzonych, opisany w 1990 roku przez Warburga i wsp. u rodzeństwa Jemenitów. Istnieją przesłanki, że chorobę powodują mutacje w genie homeotycznym SOX10. Dziedziczenie jest autosomalne recesywne.

## Fenotyp
- mała rogówka oka (microcornea)
- koloboma tęczówki
- oczopląs
- ciężka czuciowo-nerwowa utrata słuchu
- hipopigmentacja
- liczne piegi
- choroba Hirschsprunga